# Oleksandr Schypenko
Oleksandr Mykolajowytsch Schypenko (ukrainisch Олександр Миколайович Шипенко; russisch Александр Николаевич Шипенко, Alexander Nikolajewitsch Schipenko; * 1. Januar 1959 in Saporischschja; † 10. April 2015 ebenda) war ein ukrainischer Handballspieler, Handballtrainer und Funktionär.

## Karriere
Oleksandr Schypenko spielte als Torwart für SII Saporischschja, mit dem er 1982, 1983 und 1984 den dritten Platz der sowjetischen Meisterschaft belegte. In den Finalspielen des IHF-Pokals 1982/83 besiegte man den schwedischen Verein IFK Karlskrona mit 22:20 und 23:16. Ein Jahr darauf unterlag man dem rumänischen Verein HC Minaur Baia Mare in der Endrunde des IHF-Pokals 1984/85 nach einem 17:22 und einem 18:14 mit einem Tor in der Addition.
Im Jahr 1988 erhielt er die Freigabe für einen Wechsel ins Ausland und unterschrieb beim Club Africain in Tunesien. Mit dem Hauptstadtverein wurde er 1989 tunesischer Meister. Mit ES Hammam Sousse unterlag er diesem Klub 1990 im Endspiel des Pokals. Anschließend beendete er seine Spielerkarriere.
Mit der Auswahl der Ukrainischen SSR gewann er zweimal die Völker-Spartakiade.
Mit der sowjetischen Juniorennationalmannschaft wurde er 1977 und 1979 U-21-Weltmeister.
Mit der sowjetischen A-Nationalmannschaft gewann Schypenko bei der Weltmeisterschaft 1982 die Goldmedaille. Für diesen Erfolg erhielt er die Auszeichnung Verdienter Meister des Sports der UdSSR. Außerdem gewann der 176-malige Nationalspieler mit der Sowjetunion 1979 und 1984 den World Cup in Schweden sowie 1981 und 1985 den Supercup in Deutschland, die Goodwill Games 1986, den Ostseepokal 1987 sowie die Silbermedaille beim Supercup 1983, bei den Wettkämpfen der Freundschaft 1984 und beim Ostseepokal 1986.
Nach seiner Rückkehr aus Tunesien übernahm Schypenko seinen alten Verein in Saporischschja, der nun als ZTR antrat, als Cheftrainer. 1993 und 1995 führte er ZTR zur ukrainischen Meisterschaft, 1994 wurde man Dritter. Von 1995 bis 1997 arbeitete er als Geschäftsführer von PKK Synthese, 1997 bis 2000 als Präsident des Handballklubs Veteran, von 2000 bis 2002 als Generaldirektor der ukrainischen Männer-Handballnationalmannschaft, von 2002 bis 2005 als Vizepräsident des ukrainischen Handballverbandes und von 2006 bis 2009 als Vizepräsident von HK Portowyk Juschne. Ab 2007 war er Berater des Präsidenten des ukrainischen Handballverbandes, ab 2010 Generaldirektor der ukrainischen Liga. 2012 kehrte er als Torwarttrainer zu ZTR zurück.
Am 10. April 2015 starb Oleksandr Schypenko in Saporischschja.